# Àrsaces I d'Armènia
Àrsaces va ser rei d'Armènia de l'any 34 al 35. Va morir enverinat pel partit pro-romà que segons Tàcit es va valer d'alguns servidors del rei.
A la mort del rei Zenó conegut com Artaxes III d'Armènia, el rei Artaban III de Pàrtia va entrar al país amb un gran exèrcit i va posar al tron al seu propi fill Àrsaces. L'emperador Tiberi va donar suport a un altre candidat, Mitridates, fill del rei Mitridates d'Ibèria i germà del que després va ser el rei Farasmanes Pharsman I d'Ibèria (o Farasmanes I).
El temps de regnat d'Àrsaces va ser breu. Mitridates d'Ibèria va enviar el seu fill Pharsman amb un exèrcit. Quan aquest exèrcit ja s'acostava a Artàxata, Àrsaces va ser empresonat i enverinat pels seus servents que havien estat subornats per fer-ho. Els ibers van entrar a la capital i Pharsman va col·locar al seu germà el príncep Mitridates al tron. Artaban de Pàrtia va enviar llavors a un altre dels seus fills, Orodes, per fer front a Mitridates en una campanya militar.